# Títulos do Clube Náutico Capibaribe
Lista de títulos do Clube Náutico Capibaribe conquistados em toda sua história.

## Futebol

### Principais competições
| NACIONAIS | NACIONAIS                              | NACIONAIS | NACIONAIS |
|           | Competição                             | Títulos   | Temporadas |
| --------- | -------------------------------------- | --------- | --- |
|           | Campeonato Brasileiro - Série C        | 1         | 2019 |
| REGIONAIS |                                        |           | |
|           | Competição                             | Títulos   | Temporadas |
|           | Taça Norte                             | 3         | 1965, 1966, 1967 |
|           | Copa dos Campeões do Norte             | 1         | 1966 |
|           | Torneio dos Campeões do Norte–Nordeste | 1         | 1952 |
| ESTADUAIS |                                        |           | |
|           | Competição                             | Títulos   | Temporadas |
|           | Campeonato Pernambucano                | 24        | 1934, 1939, 1945, 1950, 1951, 1952, 1954, 1960, 1963, 1964,1965, 1966, 1967, 1968, 1974, 1984, 1985, 1989, 2001, 2002, 2004, 2018, 2021 e 2022 |
|           | Copa Pernambuco                        | 3         | 2002, 2004, 2011 |
|           | Torneio Início de Pernambuco           | 14        | 1933, 1942, 1944, 1949, 1952, 1953, 1962, 1963, 1964, 1965, 1975, 1978, 1979 e 1980                                                            |
| TOTAL     |                                        |           | |
|           | Total de títulos                       | 49        | 3 Nacional, 5 Inter-Regionais e 41 Estaduais                                                                                                   |

### Títulos não-oficiais
Nacionais
 Qualificatório da Taça Ouro: 1981.

#### Regionais
- Grupo Norte da Taça Brasil: 2 vezes (1964 e 1965).

#### Estaduais
- Taça do Centenário do Clássico dos Clássicos 2009
- Taça do Centenário do Clássico das Emoções (Taça Gena) 2017

#### Municipais
- Torneio Municipal - (1952)
- Taça da Paz - (1943)

#### Títulos Amistosos

###### Internacionais
- Taça Gena - Reabertura dos Aflitos (Náutico x  Newell’s Old Boys : (2019)

###### Regionais
- Torneio Centenário de Campina Grande (1964)
- Torneio Governador Cortez Pereira (1975)
- Copa Finta (1996)
- Troféu Clássico da Paz (2016)[1]
- Taça Aflitos 80 anos (Náutico x ABC - 2019)[2]

###### Estaduais
- Taça Eraldo Gueiros (1972)
- Torneio Reabertura do Arruda (1982)
- Torneio Jayme Cisneiros (1990)

### Categorias de base
Campeonato Pernambucano de Aspirantes: 18 vezes (1917, 1930, 1931, 1934, 1938, 1939, 1940, 1942, 1944, 1946, 1949, 1959, 1961, 1963, 1963, 1965, 1966, 1974, 1993)
 Campeonato Pernambucano Sub-20: 22 vezes (1923, 1926, 1928, 1930, 1944, 1945, 1948, 1952, 1958, 1965, 1967, 1969, 1970, 1975, 1980, 1981, 1989, 2005, 2007, 2009, 2012,  2013 e 2020).
 Taça Salatiel Silva (Sub-20): 2019
 Campeonato Pernambucano Sub-17: 9 vezes (1980, 1984, 1996, 2005, 2008, 2010, 2011, 2015, 2018)
 Campeonato Pernambucano Sub-15: 4 vezes (2002, 2005, 2010, 2012)
 Copa Carpina (Sub-16): 2013
 Copa do Nordeste Sub-20: 2020

## Futsal

### Estaduais
Campeonato Pernambucano de Futsal: 1965, 1968, 1969, 1970, 1971, 1972, 1973, 1974, 1975, 1976, 1978, 1980, 1987, 2016.
  Copa Pernambuco de Futsal Sub-9: 2019.
 Copa Pernambuco de Futsal Sub-14: 2018, 2109.
 Campeonato Pernambucano de Futsal Sub-7: 2017, 2018.
 Campeonato Pernambucano de Futsal Sub-8: 2019.
 Campeonato Pernambucano de Futsal Sub-9: 2019.
 Campeonato Pernambucano de Futsal Sub-14: 2019.

### Nacionais
Taça Brasil de Futsal: 1976

## Hóquei

### Hóquei Feminino
Liga Brasileira Feminina - Hóquei sobre Patins: 2 vezes (2010, 2012)

### Hóquei Masculino
Campeonato Pernambucano: 2 vezes (2003, 2004)

## Basquete
Campeonato Pernambucano de Basquete Adulto: 2018
  Copa Norte/Nordeste de Basquete: 2015
  Copa Brasil Nordeste de Basquete Masculino (2014)

## Fut7
Campeão da Etapa Nordeste do Campeonato Brasileiro de Fut7: 2017